# Giuseppe di Borbone-Parma
Giuseppe di Borbone-Parma (Biarritz, 30 giugno 1875 – Lucca, 7 gennaio 1950) fu pretendente al trono ducale di Parma dal 1939 al 1950.

## Biografia
Il principe Giuseppe nacque come terzogenito di Roberto I di Parma e della sua prima moglie, Maria Pia di Borbone-Due Sicilie.
Come suo fratello maggiore e suo predecessore, Enrico, fu mentalmente disabile; fu legittimo pretendente ducale di Parma dal 1939 al 1950. Suo fratello minore, Elia, prese di fatto il ruolo di capo della famiglia nel 1907, anche se Giuseppe continuò ad essere considerato come l'erede legittimo.
Giuseppe morì celibe e senza figli e gli successe come pretendente ducale di Parma suo fratello Elia fino alla morte dello stesso, avvenuta nel 1959.

## Ascendenza
|                                  |                               |                                      | Genitori                              |  |  | Nonni |  |  | Bisnonni                  |  |  | Trisnonni             |  |
|                                  |                               |                                      |                                       |  |  |       |  |  | Carlo Ludovico di Borbone |  |  | Ludovico I di Etruria |  |
|                                  |                               |                                      |                                       |  |  |       |  |  | Carlo Ludovico di Borbone |  |  | Ludovico I di Etruria |  |
|                                  |                               | Maria Luisa di Borbone-Spagna        |                                       |  |  |       |  |  | Carlo Ludovico di Borbone |  |  |                       |  |
| Carlo III di Parma               |                               |                                      |                                       |  |  |       |  |  | Carlo Ludovico di Borbone |  |  |                       |  |
|                                  |                               | Maria Teresa di Savoia (1803-1879)   | Vittorio Emanuele I di Savoia         |  |  |       |  |  |                           |  |  |                       |  |
|                                  |                               | Maria Teresa di Savoia (1803-1879)   | Vittorio Emanuele I di Savoia         |  |  |       |  |  |                           |  |  |                       |  |
|                                  |                               | Maria Teresa di Savoia (1803-1879)   | Maria Teresa d'Austria-Este           |  |  |       |  |  |                           |  |  |                       |  |
| Roberto I di Parma               |                               | Maria Teresa di Savoia (1803-1879)   |                                       |  |  |       |  |  |                           |  |  |                       |  |
|                                  |                               | Carlo di Borbone-Francia (1778-1820) | Carlo X di Francia                    |  |  |       |  |  |                           |  |  |                       |  |
|                                  |                               | Carlo di Borbone-Francia (1778-1820) | Carlo X di Francia                    |  |  |       |  |  |                           |  |  |                       |  |
|                                  |                               | Carlo di Borbone-Francia (1778-1820) | Maria Teresa di Savoia                |  |  |       |  |  |                           |  |  |                       |  |
| Luisa Maria di Borbone-Francia   |                               | Carlo di Borbone-Francia (1778-1820) |                                       |  |  |       |  |  |                           |  |  |                       |  |
|                                  |                               | Carolina di Borbone-Due Sicilie      | Francesco I delle Due Sicilie         |  |  |       |  |  |                           |  |  |                       |  |
|                                  |                               | Carolina di Borbone-Due Sicilie      | Francesco I delle Due Sicilie         |  |  |       |  |  |                           |  |  |                       |  |
|                                  |                               | Carolina di Borbone-Due Sicilie      | Maria Clementina d'Asburgo            |  |  |       |  |  |                           |  |  |                       |  |
| Giuseppe di Borbone-Parma        |                               | Carolina di Borbone-Due Sicilie      |                                       |  |  |       |  |  |                           |  |  |                       |  |
|                                  | Francesco I delle Due Sicilie | Ferdinando I delle Due Sicilie       |                                       |  |  |       |  |  |                           |  |  |                       |  |
|                                  | Francesco I delle Due Sicilie | Ferdinando I delle Due Sicilie       |                                       |  |  |       |  |  |                           |  |  |                       |  |
|                                  | Francesco I delle Due Sicilie | Maria Carolina d'Asburgo-Lorena      |                                       |  |  |       |  |  |                           |  |  |                       |  |
| Ferdinando II di Borbone         | Francesco I delle Due Sicilie |                                      |                                       |  |  |       |  |  |                           |  |  |                       |  |
|                                  |                               | Maria Isabella di Borbone-Spagna     | Carlo IV di Spagna                    |  |  |       |  |  |                           |  |  |                       |  |
|                                  |                               | Maria Isabella di Borbone-Spagna     | Carlo IV di Spagna                    |  |  |       |  |  |                           |  |  |                       |  |
|                                  |                               | Maria Isabella di Borbone-Spagna     | Maria Luisa di Borbone-Parma          |  |  |       |  |  |                           |  |  |                       |  |
| Maria Pia di Borbone-Due Sicilie |                               | Maria Isabella di Borbone-Spagna     |                                       |  |  |       |  |  |                           |  |  |                       |  |
|                                  |                               | Carlo d'Asburgo-Teschen              | Leopoldo II d'Asburgo-Lorena          |  |  |       |  |  |                           |  |  |                       |  |
|                                  |                               | Carlo d'Asburgo-Teschen              | Leopoldo II d'Asburgo-Lorena          |  |  |       |  |  |                           |  |  |                       |  |
|                                  |                               | Carlo d'Asburgo-Teschen              | Maria Luisa di Borbone                |  |  |       |  |  |                           |  |  |                       |  |
| Maria Teresa d'Asburgo-Teschen   |                               | Carlo d'Asburgo-Teschen              |                                       |  |  |       |  |  |                           |  |  |                       |  |
|                                  |                               | Enrichetta di Nassau-Weilburg        | Federico Guglielmo di Nassau-Weilburg |  |  |       |  |  |                           |  |  |                       |  |
|                                  |                               | Enrichetta di Nassau-Weilburg        | Federico Guglielmo di Nassau-Weilburg |  |  |       |  |  |                           |  |  |                       |  |
|                                  |                               | Enrichetta di Nassau-Weilburg        | Luisa Isabella di Kirchberg           |  |  |       |  |  |                           |  |  |                       |  |
|                                  |                               | Enrichetta di Nassau-Weilburg        |                                       |  |  |       |  |  |                           |  |  |                       |  |